# Sucesos de Infiesto

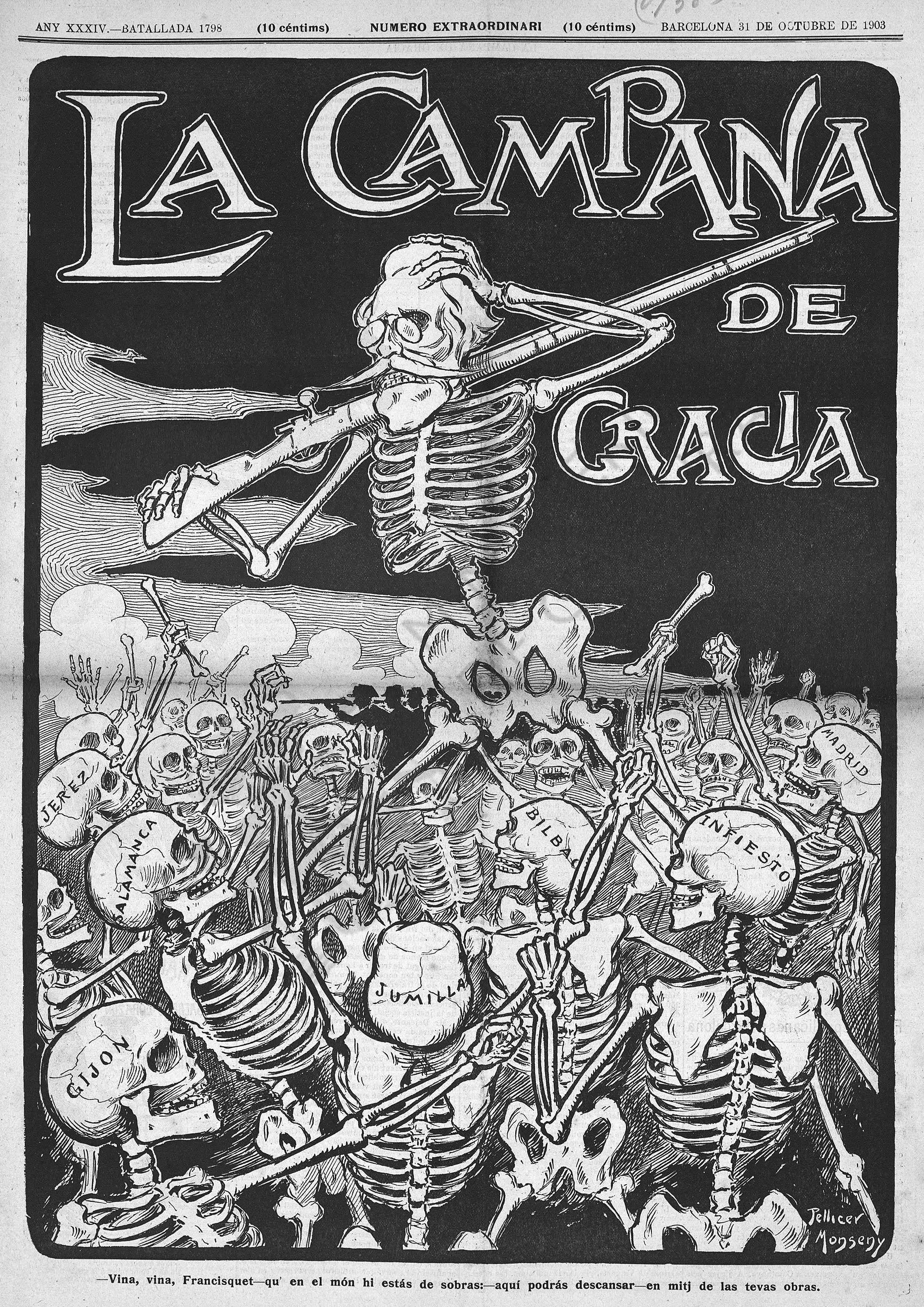
Caricatura de Francisco Silvela en La Campana de Gracia, en la que se alude a los sucesos de Infiesto mediante el nombre de la localidad impreso en uno de los cráneos de los esqueletos.

Los sucesos de Infiesto fueron unos disturbios que tuvieron lugar en España, en la localidad asturiana de Infiesto, el 30 de abril de 1903, tras las elecciones generales de ese mismo año, durante el periodo conocido como Restauración.
Consistieron en unas protestas populares tras la elección del candidato conservador José Ramón Gómez Arroyo por el distrito electoral de Infiesto, que contaba con el apoyo del cacique provincial Alejandro Pidal, en detrimento del liberal Manuel Uría, en unos comicios que se habrían desarrollado entre prácticas de pucherazo (amaño electoral).
La protesta se saldó con 11 campesinos muertos a tiros por parte de la Guardia Civil, además de unos 50 heridos de bala. No hubo aviso por parte de los guardias. La institución armada alegaría en su defensa haber sido «agredida a la fuerza» mientras rechazaba un asalto al Ayuntamiento.